# Christenvervolgingen door Diocletianus, Galerius en Maximinus

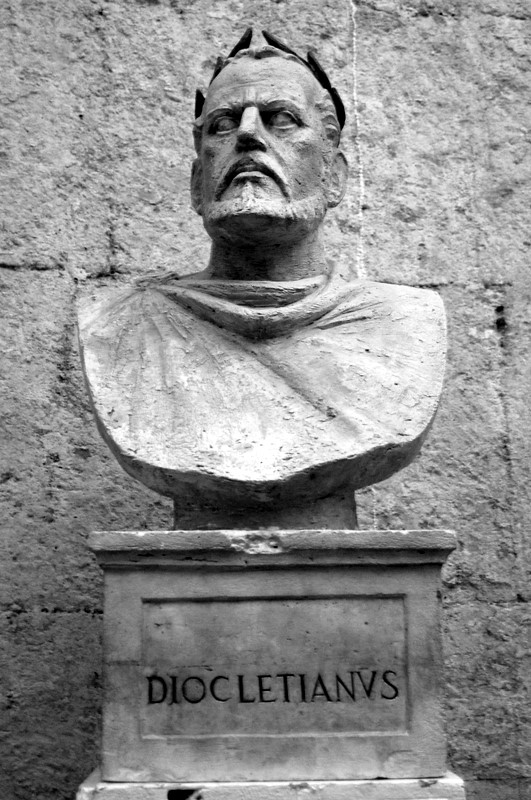
Buste van Diocletianus

De verschillende golven van georganiseerde christenvervolgingen in het eerste decennium van de vierde eeuw onder de Romeinse keizers Diocletianus, Galerius en Maximinus werden mogelijk gemaakt door de edicten die zij uitvaardigden. De inhoud ervan werd indirect overgeleverd via de geschriften van de christelijke schrijvers Lactantius en Eusebius van Caesarea.

## Achtergrond
De twee bepalende factoren zijn de keizercultus en de crisis van de derde eeuw. Tijdens de crisis van de derde eeuw heeft het Romeinse Rijk te kampen met een snelle opeenvolging van soldatenkeizers. Eenheid in het rijk, maar vooral in het Romeins leger, was belangrijk. Versplintering in welk segment dan ook moest worden vermeden. Keizer Decius en vooral keizer Aurelianus hechtten een enorm belang aan de keizercultus en Aurelianus gaf zichzelf de titel deus et dominus natus (God en geboren heerser). Diocletianus kon zich vinden in deze principes.

## Vervolgingen onder de keizers Diocletianus en Galerius (ten oosten van het Rijk)

### Historische situering
Van 293 tot 305 werd het Romeinse Rijk bestuurd door vier keizers, de zogenoemde Vierkeizerregering of Tetrarchie: twee hoofdkeizers met de titel Augustus, en twee assistent-keizers met titel Caesar. Dit was de verdeling:
- oost: Diocletianus Augustus Senior, hoofdstad Nicomedia
  - Galerius Caesar Junior, hoofdstad Sirmium
- west: Maximianus Augustus Junior, hoofdstad Mediolanum (het huidige Milaan)
  - Constantius I Chlorus Caesar Senior, hoofdstad Augusta Treverorum (het huidige Trier)

Per maart 305 treden Diocletianus en Maximianus, beiden Augusti, vrijwillig af ten gunste van hun Caesares, die doorschuiven naar de positie van Augustus en ieder weer een Caesar aanstellen.
De situatie is dan:
- oost: Galerius Augustus
  - Maximinus Caesar
- west: Constantius I Chlorus Augustus 
  - Severus II Caesar

### Eerste Edict van 24 februari 303
Als gevolg van de weigering van de christenen om te offeren aan de oude goden vaardigde keizer Diocletianus een edict uit met maatregelen om de christenen het bestaan onmogelijk te maken. Men wilde hen zo tot inkeer brengen, aanvankelijk zonder geweld te gebruiken.
De christelijke schrijver Lactantius stelt evenwel dat Diocletianus eigenlijk geen zin had in zo’n fel edict tegen de christenen, zich toch daartoe liet overhalen door Galerius, en er vervolgens naar streefde “deze zaken af te handelen zonder bloedvergieten; terwijl Galerius daarentegen het liefst zag dat allen die weigerden te offeren levend verbrand zouden worden”. 

Door de provocatie van de christenen en het veroorzaken van onrust en rellen kon de keizer deze opstandige houding van de christenen echter niet meer tolereren en verscherpte Diocletianus zijn houding tegenover de christenen. 

Lactantius geeft enkele bepalingen van het edict van 24 februari 303 weer:
- de christenen moeten alle normale burgerrechten ontnomen worden
- elke christen, ongeacht zijn maatschappelijke stand, kon bij ondervraging gefolterd worden
- bij een gemeen misdrijf konden zij geen juridisch verweer voeren
- christelijke geschriften konden verbrand worden en kerken mochten verwoest worden
- christelijke samenkomsten werden verboden
- christelijke vrijgelatenen van de keizer konden opnieuw tot slaaf gemaakt worden.

Ook Eusebius stelt dat het edict verordonneerde dat christelijke kerken vernietigd, en christelijke heilige boeken verbrand moesten worden, en dat de keizers Diocletianus en Maximianus, wellicht in hetzelfde edict, samenkomsten van christenen verboden. 

Uit dit alles moet afgeleid worden dat men aanstuurde op de totale opheffing van het christendom als religie. Door de agitatie van de christenen kwam de keizer tot de conclusie dat de geweldloze zachte aanpak niet volstond.

### Tweede Edict, vroege zomer 303
Daarin stelde men de arrestatie van alle geestelijken om hen ook tot het offeren te bewegen. Door hun voorbeeld wilde men de christenen terugbrengen tot de traditionele godenverering. Christelijke bronnen van die tijd omschrijven de gevolgen van dit tweede decreet. Paus Eusebius beschrijft de marteling van een christelijke bediende in het keizerlijk paleis in Nicomedia, eindigend in diens dood, en stelt dat nog vele anderen in de koninklijke huishouding, en hele families in Nicomedia, op allerlei wijzen gedood werden wegens hun christelijke geloof. Eusebius meldt dat ”niet lang daarna andere decreten werden uitgevaardigd om de leiders van de kerken eerst in de gevangenis te gooien en daarna met alle middelen te dwingen om te offeren”.
”Een groot aantal werd opgesloten en de gevangenissen zaten overal vol met bisschoppen, priesters en diakenen, voorlezers en geestuitdrijvers, zodat er geen plek meer over was voor hen die veroordeeld waren voor misdaden [zoals moordenaars, en dieven van graven]”. 

Dit tweede edict veroorzaakte door de grootschalige folteringen van gearresteerden een tegenreactie van meer geweldpleging door de christenen.

## Toestand onder Constantijn en Maxentius

### Historische situering
In juli 306 sterft Constantius. Severus schuift door naar Augustus, Constantinus (oftewel Constantijn de Grote), de zoon van Constantius, wordt Caesar. Dus:
- west: Severus II Augustus 
  - Constantinus (= Constantijn) Caesar

Constantijn is dan verantwoordelijk voor Britannia, Gallia en Hispania.
De zoon van de andere afgetreden tetrarch Maximianus, Maxentius vond dat hij evenveel recht had op de titel. Hij greep de macht in Rome, en daarmee vermoedelijk in Italië; dit dus ten koste van Augustus Severus, die kwam in 307 om het leven. Eerst was Maxentius mild voor de christenen, later vervolgde hij paus Marcellus I en verbande paus Eusebius naar Sicilië.
Hoewel dus niet duidelijk is, of, en zo ja waar en hoeveel, christenen in het westelijk deel van het Romeinse Rijk werden vervolgd, hebben we wel berichten van Lactantius, dat Constantijn het tot zijn eerste zorg maakte om de christelijke godsdienstoefeningen in ere te herstellen, en dat hij “de majesteit van de enige echte God erkende”.
Op 30 april 311 geeft Galerius op zijn sterfbed, mede namens de keizers Constantijn en Licinius, het zogenaamde ‘Edict van Tolerantie’ of ‘Edict van Nicomedia’ uit, inhoudende dat christenen hun geloof weer mogen naleven, op voorwaarde dat ze de maatschappelijke orde niet aantasten.
Na het sterven van Galerius op 5 mei 311 kwamen Licinius (augustus van het westelijk deel, sinds 308) en Constantijn overeen en sloten Maxentius en Maximinus II Daia een akkoord over het verdere bestuur over het Romeinse Rijk. Constantijn en Maxentius troffen elkaar op 28 oktober 312 bij de Milvische Brug (nabij Rome). Maxentius had hier een numeriek overwicht. Constantijn zou gedroomd hebben dat er een Labarum (teken) aan de hemel verscheen en dat een stem de woorden sprak: "in hoc signo vinces" (In dit teken zult gij overwinnen). Constantijn liet zijn mannen het CHI-RHO-teken of het in elkaar vervlochten XP op hun schilden aanbrengen die staan voor de eerste twee (hoofd)letters van het woord Christus in het Grieks. Tegen de verwachting in werd de slag door Constantijn gewonnen. Volgens de christelijke overlevering zou Constantijn dit als teken hebben opgevat dat de christelijke god hem de overwinning had geschonken. Maximinus (Caesar oost) en Licinius (Augustus in het westen, echter feitelijk zonder macht of gebied) het gebied van Galerius, met als scheidslijn de Bosporus.
Eusebius meldt, dat Maximinus in zijn districten in het oosten de vervolgingen hervatte. Een jaar later (313) bevochten Licinius en Maximinus Daia elkaar tijdens de Slag bij Tzirallum. Licinius versloeg Maximinus Daia en dwong hem tot zelfmoord.
De twee nog levende keizers verdeelden het rijk opnieuw. Constantijn werd Augustus over het hele westen, Licinius werd Augustus over het hele oosten.
Constantijn en Licinius kwamen in februari 313 in Milaan ‘het Edict van Milaan’ overeen, dat in juni 313 werd gepubliceerd, inhoudende dat Romeinse burgers vrij waren zelf hun religie te kiezen.